# Dr. 러브
《Dr. 러브》는 KBS2에서 2004년 9월 5일에 방영한 드라마시티이다.

## 개요
건강채널 프로그램 ‘닥터러브’를 진행하는 신경정신과 전문의 닥터러브와 압구정 한복판에서 사주카페를 운영하는 젊은 점술가 미스터 판타지가 펼치는 심령호러 미스터리 드라마.

## 등장 인물

### 주요 인물
- 김보경 : 닥터러브 (신봉자) 역
- 이선균 : 미스터 판타지 역
- 이병욱 : 황성모 역

### 그 외 인물
- 엄수정 : 민소희 역
- 김지완 : 민기 역
- 김하균 : 의처증 환자 역
- 이용진
- 윤진호
- 김경희
- 신화식
- 전성애 : 닥터러브의 환자 역

## 같이 보기
- 삼풍백화점 붕괴 사건